# Сушица (квартал на Карлово)
Вижте пояснителната страница за други значения на Сушица.
Сушица е бивше село в Централна България, присъединено като квартал към град Карлово.

## История
През 14 в. Карлово и околните селища, заедно със Сушица, са завладени от османските турци. В края на 15 век султан Баязид II дарява селото и прилежащите към него земи като феодално владение на османския военачалник Карлъ Али бей.
Първоначално името на селото е Арапово. При избухването на Балканската война в 1912 година един човек от Арапово е доброволец в Македоно-одринското опълчение.
През 1934 година селото е преименувано на Черничани, а в 1945 година на Сушица. През 1974 година е присъединено към Карлово.

## Личности
Родени в Сушица
- Генчо Киров, български революционер от ВМОРО, четник на Иван Наумов Алябака[4]
- Миле Павлов, български революционер от ВМОРО, четник на Иван Наумов Алябака[4]
- Пейо Пеев, македоно-одрински опълченец, Продоволствен транспорт на МОО, носител на бронзов медал[5]